# 第9屆金音創作獎
第9屆金音創作獎是2018年臺灣創作音樂的年度盛事之一，以表揚年度傑出的臺灣創作音樂從業人員。

## 評審團
主席：陳珊妮

## 入圍暨得獎名單
以表示得獎者

### 評審團獎
Magaitan 瑪蓋丹 /《la mathuaw maqitan apiakuzan 美好的，怎麼了？》

### 傑出貢獻獎
春天吶喊音樂節主辦團隊 （蘿蔔瑞克音樂事業有限公司）

## 外部連結
- 第9屆金音創作獎入圍名單 （页面存档备份，存于），文化部影視及流行音樂產業局.2019-09-17
- 第9屆金音創作獎得獎名單 （页面存档备份，存于），文化部影視及流行音樂產業局.2019-09-17